# Prosna (Korsze)
Prosna (deutsch Prassen) ist ein Dorf in Polen in der Woiwodschaft Ermland-Masuren. Es gehört zum Gmina Korsze (Stadt- und Landgemeinde Korschen) im Powiat Kętrzyński (Kreis Rastenburg).

## Geografische Lage

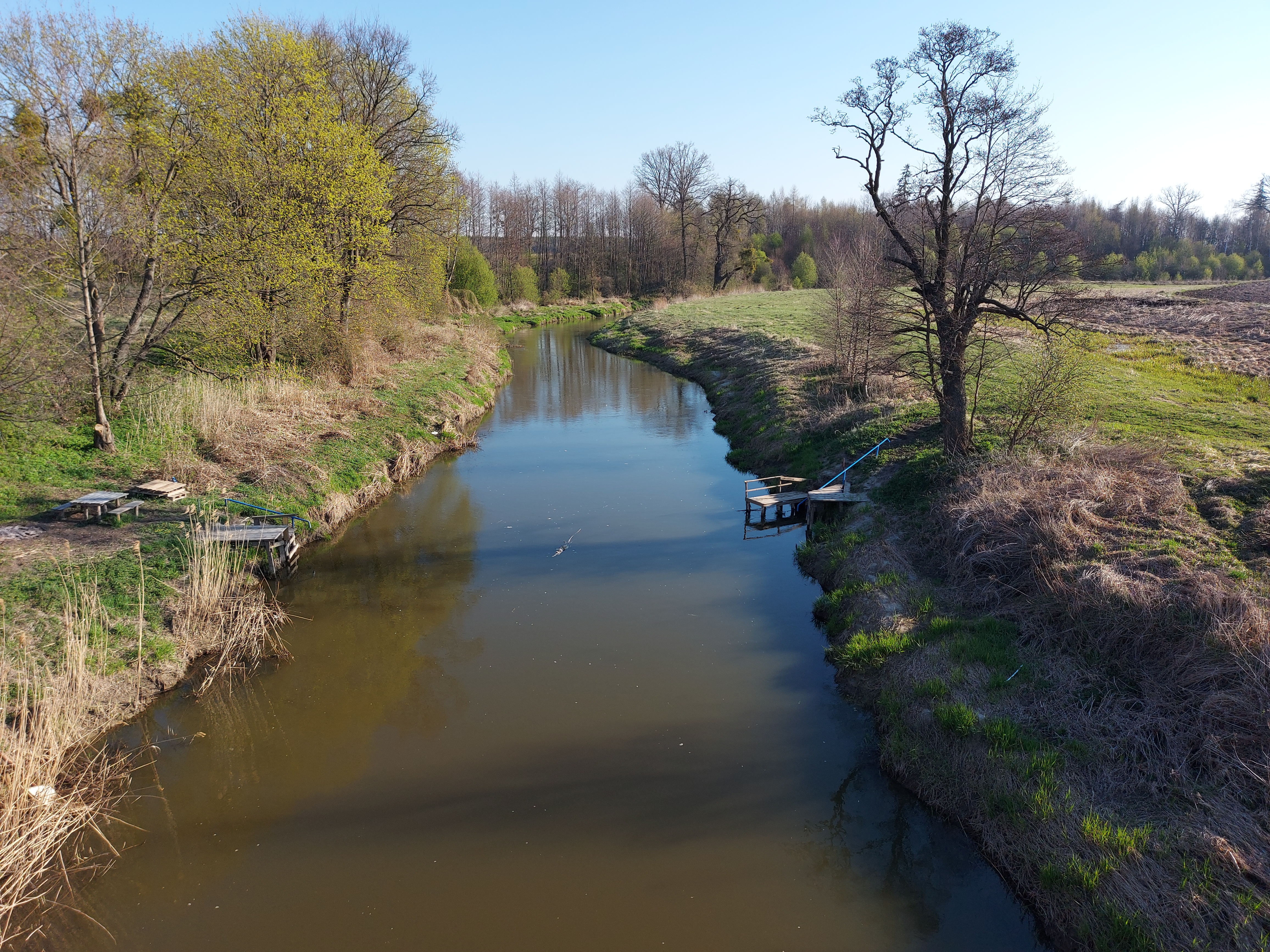
Guber in Prosna

Das Dorf liegt im Norden Polens im historischen Ostpreußen an der Guber. Zwölf Kilometer nördlich von Prosna befindet sich die Staatsgrenze zur russischen Oblast Kaliningrad, und 26 Kilometer südöstlich die Kreisstadt Kętrzyn (deutsch Rastenburg).

## Geschichte

### Ortsgeschichte

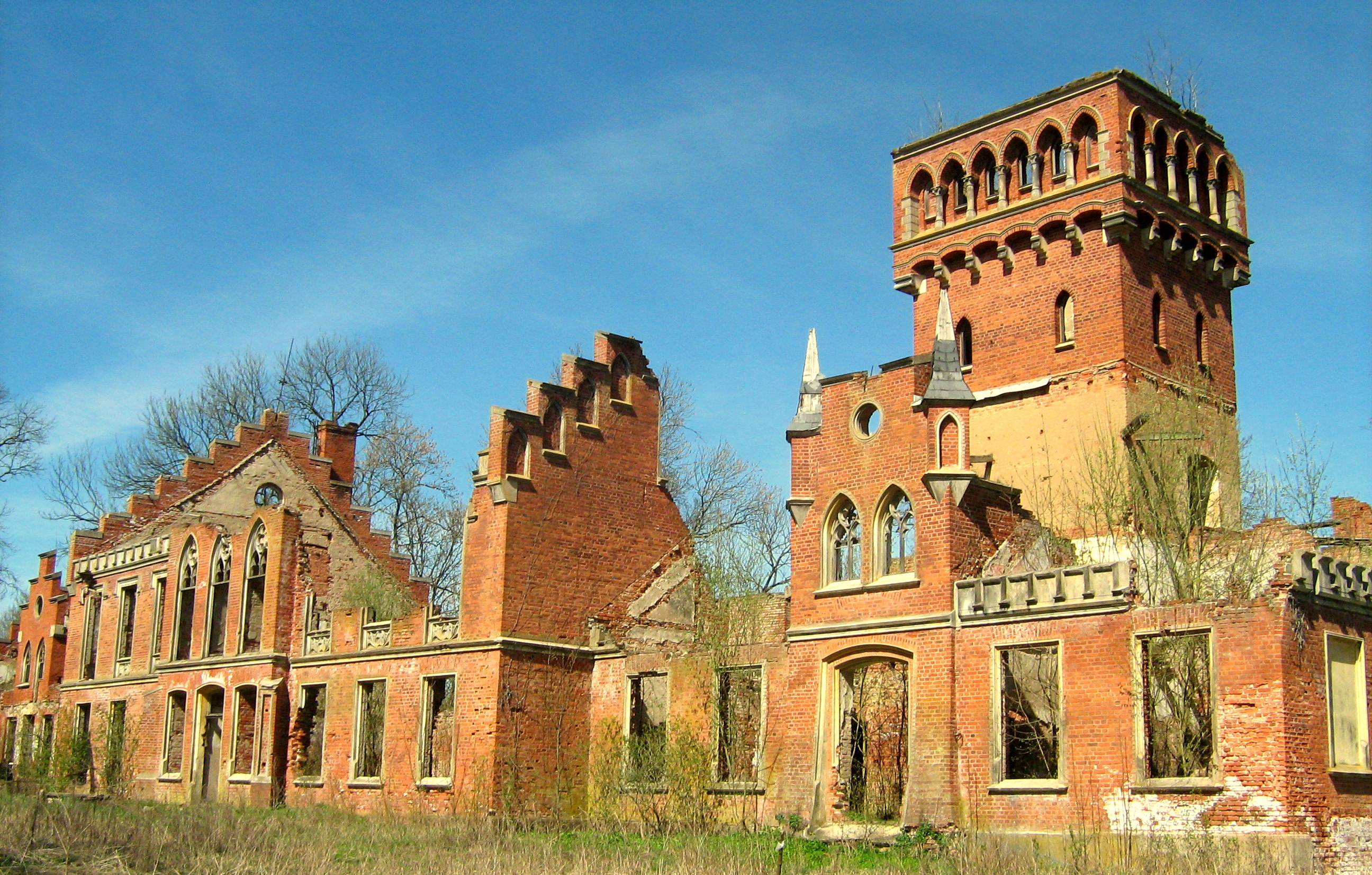
Ruinen von Schloss Prassen

1376 wurde das Dorf nach Kulmer Recht lokalisiert. Der Hochmeister des Deutschen Ordens Winrich von Kniprode ließ dazu eine Handfeste ausfertigen, welche dem Ort eine Fläche von fünf Hektar zusprach. 1484, 1490 oder 1520 wurde der Ort durch Heirat Botho zu Eulenburgs mit der Tochter Albrechts Vogt von Ammerthal Sitz der Grafen zu Eulenburg (bzw. von Ileburg) und blieb dies bis 1945. 1547 errichteten diese ein Gutshaus. Zwischen 1610 und 1620 wurde ein neues Gutshaus errichtet, welches 1667 ausgebaut wurde. 1785 hatte die Siedlung neun Wohngebäude.
Die Belastung durch die Napoleonischen Kriege Anfang des 19. Jahrhunderts zwangen die zu Eulenburgs ihre 3.000 Hektar umfassenden Ländereien zu verpachten und die Einnahmen daraus zur Schuldentilgung zu verwenden. 1860 erfolgte ein grundlegender Umbau des Gutshauses im neogotischen Stil. Zehn Jahre darauf zog erstmals wieder ein zu Eulenburg in Prassen ein. 1875 wurde der Turm des Gutshauses errichtet.
Am 30. April 1874 wurde Prassen Amtsdorf und damit namensgebend für einen neuen Amtsbezirk. Er bestand bis 1945 und gehörte zum Kreis Rastenburg im Regierungsbezirk Königsberg in der preußischen Provinz Ostpreußen. Am 5. November 1890 vergrößerte sich der Gutsbezirk Prassen, als die Nachbargemeinde Leunenburg (polnisch Sątoczno) eingegliedert wurde. Auch am 30. September 1928 erhielt Prassen – jetzt in eine Landgemeinde umgewandelt – "Zuwachs": Döhrings (polnisch Suliki), Klein Bloßkeim (Błuskajmy Małe) und Oberteich (Stawnica) wurden eingemeindet. Am 1. April 1938 kam schlussendlich auch die Landgemeinde Wangnick (polnisch Wągniki) mit den Ortschaften Marlutten (Marłuty) und Mockelheim (nicht mehr existent) zu Prassen.
1945, am Ende des Zweiten Weltkrieges marschierte die Rote Armee in die Gegend ein. Als Folge des Krieges wurde das Dorf Teil Polens und es erfolgte die Umbenennung von Prassen in Prosna. Im Gutshaus zogen sowjetische Soldaten ein und blieben dort bis 1946. Bei ihrer Abreise waren nur wenige Gegenstände des Hauses noch erhalten. In den folgenden Jahren verfiel das Gebäude und heute ist es nur noch eine Ruine.

### Ortsname
Die Namen Prosna als auch Prassen gehen auf das pruzzische Wort für Hirse zurück.

### Einwohnerentwicklung
1939 lebten 1.469 Menschen in Prosna, 1970 waren es 249.

### Legende
Im Gutshaus gab es einen Liliputsaal, für dessen Namensgebung zwei Legenden bestehen.
Die erste Legende, die Goethe in eine Ballade aufnahm, spricht von einer Zwergenhochzeit in jenem Saal. Die Schlossherrin hatte einem Liliputaner die Erlaubnis dessen Bitte gewährt eine Hochzeit dort zu feiern. Der Sohn des Hauses wusste davon nichts und betrat den Hochzeitssaal und störte so die Feier. Am folgenden Tag bedankte sich der Zwerg bei der Familie mit einem Diamantring. Auf Grund der Störung hatten aber die Liliputaner beschlossen, dass zukünftig nie mehr als 13 Eulenburgs gleichzeitig leben dürften.
Im Deutschen Sagenbuch (1853) von Ludwig Bechstein steht eine andere Variante. Nach dieser wollte der König der Barstukken die Tochter der Eulenburgs zu seiner Frau und versprach der Familie Glück auf ewige Zeit. In die Hochzeit wurde eingewilligt und die Tochter wurde ihm im Liliputsaal zugeführt und verschwand daraufhin für immer. Dass die Freiherren zu Grafen wurden, war das versprochene Glück.

### Amtsbezirk Prassen (1874–1945)
Der Amtsbezirk Prassen bestand bei seiner Gründung aus acht Orten, am Ende waren es aufgrund struktureller Veränderungen noch drei:
| Deutscher Name | Polnischer Name | Bemerkungen                      |
| -------------- | --------------- | -------------------------------- |
| Bollendorf     | Bykowo          | 1928 nach Schlömpen eingemeindet |
| Döhrings       | Suliki          | 1928 nach Prassen eingemeindet   |
| Kaltwangen     | Kałwągi         |                                  |
| Klein Bloßkeim | Błuskajmy Małe  | 1928 nach Prassen eingemeindet   |
| Leunenburg     | Sątoczno        | 1890 nach Prassen eingemeindet   |
| Oberteich      | Stawnica        | 1928 nach Prassen eingemeindet   |
| Prassen        | Prosna          |                                  |
| Schlömpen      | Słępy           |                                  |

Am 1. Januar 1945 bildeten lediglich noch Kaltwangen, Prassen und Schlömpen den Amtsbezirk Prassen.

## Kirche
Bis 1945 war Prassen in die evangelische Kirche Leunenburg (polnisch Sątoczno) in der Kirchenprovinz Ostpreußen der Kirche der Altpreußischen Union sowie in die katholische Kirche Sturmhübel (polnisch Grzęda) im damaligen Bistum Ermland eingepfarrt.
Heute gehört Prosna zur katholischen Pfarrei Sątoczno im jetzigen Erzbistum Ermland innerhalb der polnischen katholischen Kirche. Die evangelischen Einwohner orientieren sich zur Pfarrei Kętrzyn (Rastenburg) mit den Filialkirchen Bartoszyce (Bartenstein) und Barciany (Barten) innerhalb der Diözese Masuren der Evangelisch-Augsburgischen Kirche in Polen.

## Verkehr

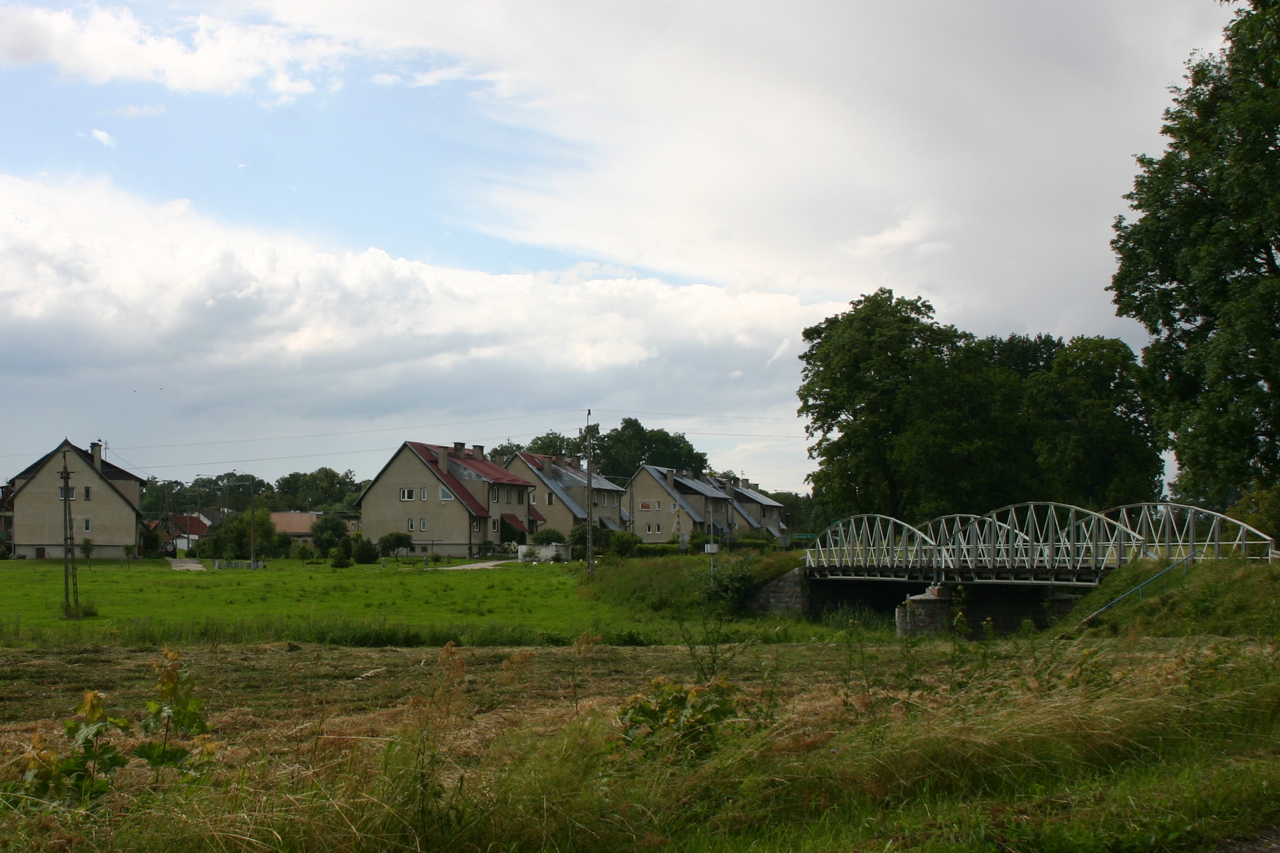
Guber-Brücke bei Prosna

Die Straße durch Prosna führt im Nordwesten über Suliki (Döhrings) und Prętławki (Prantlack) ins fünf Kilometer entfernte Sępopol (Schippenbeil). In südöstlicher Richtung führt sie über Sątoczno (Leunenburg) nach Skandawa (Skandau). Außerdem enden zwei aus Błuskajmy Małe (Klein Bloßkeim) bzw. Kałwągi (Kaltwangen) kommende Nebenstraßen.
Eine Anbindung an den Bahnverkehr besteht nicht. Das damalige Prassen lag zwischen 1925 und 1935 an der Fuhrwerksbahn nach Groß Bloßkeim (Błuskajmy Wielkie).
Der geographisch nächste internationale Flughafen ist der Flughafen Kaliningrad, der sich etwa 80 Kilometer nordwestlich auf russischem Hoheitsgebiet befindet und – da außerhalb der Europäischen Union – nur begrenzt nutzbar ist. Der nächste internationale Flughafen auf polnischem Staatsgebiet ist der etwa 170 Kilometer westlich gelegene Lech-Wałęsa-Flughafen Danzig.

## Aus dem Ort gebürtig
- Wilhelm zu Eulenburg (* 10. Juli 1778 in Prassen; † 1865), preußischer Generalmajor
- Richard zu Eulenburg (* 12. Januar 1838 in Prassen; † 13. Juli 1909 ebenda), preußischer Gutsbesitzer und Politiker